# Seattle Municipal Tower
Seattle Municipal Tower es un rascacielos de 62 plantas situado en el 700 de la 5ª Avenida en la esquina con la calle Columbia en el centro de Seattle, Washington. Elevándose 220,07 m (722,01 pies), es el cuarto edificio más alto de Seattle. Con su finalización en 1990, el edificio fue llamado AT&T Gateway Tower y posteriormente cambiado a Key Bank Tower reflejando los nombres de sus antiguos mayores inquilinos AT&T y Key Bank. El 17 de mayo de 2004, el nombre de la torre fue cambiado oficialmente al actual mote. 
El edificio está adjuntado al complejo Seattle Civic Center y es propiedad de la ciudad. Alberga varias oficinas gubernamentales incluyendo el Departamento de Planeamiento y Desarrollo, Seattle City Light, Seattle Public Utilities, el Departamento de IT, el Departamento de Servicios Humanos, y la Oficina de Desarrollo Económico.
El Ayuntamiento de Seattle y las oficinas de la alcaldía de Seattle están situados en la cercana sede del Ayuntamiento.

## Diseño
La Municipal Tower fue diseñada por Bassetti Architects, quienes también diseñaron el Ayuntamiento de Seattle y el edificio federal Jackson.
- Las escaleras entre la plaza, el vestíbulo y los niveles túnel son inusuales y su lugar tiene el desafío de estar montado sobre una rampa de entrada.
- El vestíbulo principal está en la planta 4, no en la 1 como es usual en los edificios estadounidenses.
- Los ascensores están divididos en filas inferiores y superiores. Para alcanzar plantas superiores a la 40, los visitantes deben de tomar un ascensor al sky lobby en la 40 y transbordar a un segundo ascensor para continuar hacia arriba. También, para alcanzar la planta 62 o "The Tip", se debe transbordar a un ascensor privado en la planta 61 usando una placa codificada.
- Los tres restaurantes del edificio están situados en an upper plaza y carecen de entradas interiores.
- La plaza y los niveles túnel no pueden ser alcanzados por los ascensores principales. También requieren una transferencia de ascensor, en este cado los ascensores del aparcamiento en la planta 4, o mediante la escalera decorativa.
- La cúpula de cristal en la parte superior del edificio no es espacio ocupado. Contiene el equipamiento de los ascensores.